# Nävertjärnen (Los socken, Hälsingland)
Nävertjärnen är en sjö i Ljusdals kommun i Hälsingland och ingår i Ljusnans huvudavrinningsområde. Sjön har en area på 0,128 kvadratkilometer och ligger 256,1 meter över havet.

## Delavrinningsområde
Nävertjärnen ingår i det delavrinningsområde (682987-147737) som SMHI kallar för Mynnar i Grycken. Medelhöjden är 261 meter över havet och ytan är 2,04 kvadratkilometer. Det finns ett avrinningsområde uppströms, och räknas det in blir den ackumulerade arean 12,62 kvadratkilometer. Vattendraget som avvattnar avrinningsområdet har biflödesordning 4, vilket innebär att vattnet flödar genom totalt 4 vattendrag innan det når havet efter 155 kilometer. Avrinningsområdet består mestadels av skog (88 procent). Avrinningsområdet har 0,13 kvadratkilometer vattenytor vilket ger det en sjöprocent på 6,3 procent.